# Ugo I di Baux
Ugo di Baux (981 – 1060) è stato il primo membro della stirpe dei signori di Baux-de-Provence a portare il nome di Baux, facendone il suo patronimico intorno all'anno 1000.
Si tratta, secondo una bolla di Benedetto VIII (1024), del signore di Baux, di Montpaon e di Meyrargues. Egli sposa Emaur (o Enaurs), figlia di Artaud, visconte di Cavaillon.

## Biografia
Figlio di Pons III il Giovane (circa 950-1030) e di Profecta, signora del Berre. Morendo, Pons lascia tre figli (Ugo, Pons e Goffredo)  a capo di un importante possedimento familiare. Tranne Pons, che è diventato chierico, gli altri due fratelli si dividono l'eredità. Goffredo diventa signore di Rians.
Ugo sposa Enaurs di Cavaillon, figlia di Artaud, visconte di Cavaillon, da cui avrà due bambini.
Costui si trova a vivere all'epoca in cui i governatori di Provenza, e in prima fila lo stesso Ugo, approfittando dell'apatia di Raoul, re d'Arles, si emancipano, fortificandosi nei loro domini.
Essendo il primo a portare il nome di "Baux", viene egli giustamente considerato capostipite della dinastia.